# 화자 인식
화자 인식(speaker recognition)은 입력 받은 음성 데이터를 미리 저장된 데이터베이스와 비교하여 화자가 누군인지 식별하는 기술을 말한다. 음성 인식 분야의 가장 어려운 분야 중 하나이며, 이론상으로는 완벽한 식별은 불가능하다고 알려져 있다. 음성 인식 보안 솔루션에 많이 가장 많이 응용되고 있다.
화자를 인식하면 특정 음성에 대해 훈련된 시스템에서 음성 번역 작업을 단순화할 수 있거나 보안 프로세스의 일부로 화자의 신원을 인증하거나 확인하는 데 사용될 수 있다. 화자 인식은 2019년 기준으로 약 40년 전의 역사를 가지고 있으며 개인마다 다른 것으로 밝혀진 음성의 음향 특징을 사용한다. 이러한 음향 패턴은 해부학적 구조와 학습된 행동 패턴을 모두 반영한다.

## 같이 보기
- 음성 인식
- 인공지능의 개요